# Simon & Garfunkel/Diskografie
Diese Diskografie ist eine Übersicht über die musikalischen Werke des US-amerikanischen Folk-Rock-Duos Simon & Garfunkel. Den Quellenangaben zufolge hat es mehr als 100 Millionen Tonträger verkauft, davon alleine in ihrer Heimat über 42,6 Millionen, damit zählt es zu den Interpreten mit den meisten verkauften Tonträgern weltweit. Ihre erfolgreichste Veröffentlichung ist das fünfte Studioalbum Bridge over Troubled Water mit über 25 Millionen verkauften Einheiten. In Deutschland verkaufte sich die Kompilation Simon and Garfunkel’s Greatest Hits mit über 1,5 Millionen Exemplaren am besten, womit es zu den meistverkauften Musikalben des Landes zählt.
Die ersten gemeinsamen Veröffentlichungen von Paul Simon und Art Garfunkel stammen aus dem Jahr 1957. Bis 1963 trat das Duo noch unter dem Namen Tom & Jerry auf und brachte fünf Singles heraus. Mit ihrem ersten Plattenvertrag bei einem Major-Label, Columbia Records, änderten die Musiker den Bandnamen in Simon & Garfunkel. Von 1964 bis zu ihrer Trennung 1970 produzierten sie mit Columbia vier Studioalben und den Soundtrack zum Film Die Reifeprüfung. Danach brachten sie nur noch einzelne gemeinsame Lieder hervor, seit der Trennung erschienen im Wesentlichen Live- und Kompilationsalben.
Dieser Artikel behandelt primär die Veröffentlichungen von Simon & Garfunkel in den Vereinigten Staaten, dem Heimatland des Duos. Von der Vielzahl der internationalen Veröffentlichungen werden nur diejenigen behandelt, die eine Platzierung in den deutschen, österreichischen, Schweizer oder britischen Musikcharts erreicht haben.

## Alben

### Studioalben
| Jahr | Titel Musiklabel Katalog-Nr.                                                | Höchstplatzierung, Gesamtwochen, AuszeichnungChartplatzierungen (Jahr, Titel, Musiklabel Katalog-Nr., Platzierungen, Wochen, Auszeichnungen, Anmerkungen) | Höchstplatzierung, Gesamtwochen, AuszeichnungChartplatzierungen (Jahr, Titel, Musiklabel Katalog-Nr., Platzierungen, Wochen, Auszeichnungen, Anmerkungen) | Höchstplatzierung, Gesamtwochen, AuszeichnungChartplatzierungen (Jahr, Titel, Musiklabel Katalog-Nr., Platzierungen, Wochen, Auszeichnungen, Anmerkungen) | Höchstplatzierung, Gesamtwochen, AuszeichnungChartplatzierungen (Jahr, Titel, Musiklabel Katalog-Nr., Platzierungen, Wochen, Auszeichnungen, Anmerkungen) | Höchstplatzierung, Gesamtwochen, AuszeichnungChartplatzierungen (Jahr, Titel, Musiklabel Katalog-Nr., Platzierungen, Wochen, Auszeichnungen, Anmerkungen) | Anmerkungen                                                                                    |
| Jahr | Titel Musiklabel Katalog-Nr.                                                | DE | AT | CH | UK | US | Anmerkungen                                                                                    |
| ---- | --------------------------------------------------------------------------- | --- | --- | --- | --- | --- | ---------------------------------------------------------------------------------------------- |
| 1964 | Wednesday Morning, 3 A.M. Columbia Records CS 9049 (Stereo), CL 2249 (Mono) | — | — | — | UK24 Silber · (6 Wo.)UK | US30 Platin · (31 Wo.)US | Erstveröffentlichung: 19. Oktober 1964 Verkäufe: + 1.060.000; Charteinstieg US: 1966, UK: 1968 |
| 1966 | Sounds of Silence Columbia Records CS 9269                                  | — | — | — | UK13 Gold · (105 Wo.)UK | US21 ×3Dreifachplatin · (143 Wo.)US | Erstveröffentlichung: 17. Januar 1966 Verkäufe: + 3.200.000                                    |
| 1966 | Parsley, Sage, Rosemary and Thyme Columbia Records CS 9363                  | — | — | — | UK13 Silber · (59 Wo.)UK | US4 ×3Dreifachplatin · (145 Wo.)US | Erstveröffentlichung: 10. Oktober 1966 Verkäufe: + 3.160.000; Charteinstieg UK: 1968           |
| 1968 | Bookends Columbia Records CS 9529                                           | DE40 (2 Wo.)DE | — | — | UK1 Silber · (77 Wo.)UK | US1 ×2Doppelplatin · (66 Wo.)US | Erstveröffentlichung: 3. April 1968 Verkäufe: + 2.067.500                                      |
| 1970 | Bridge over Troubled Water Columbia Records CS 9914                         | DE1 Platin · (56 Wo.)DE | AT1 Platin · (24 Wo.)AT | CH— GoldCH | UK1 ×11Elffachplatin · (331 Wo.)UK | US1 ×8Achtfachplatin · (87 Wo.)US | Erstveröffentlichung: 26. Januar 1970 Verkäufe: + 25.000.000                                   |

grau schraffiert: keine Chartdaten aus diesem Jahr verfügbar

### Livealben
| Jahr | Titel Musiklabel Katalog-Nr.                               | Höchstplatzierung, Gesamtwochen/‑monate, AuszeichnungChartplatzierungen (Jahr, Titel, Musiklabel Katalog-Nr., Platzierungen, Wochen/Monate, Auszeichnungen, Anmerkungen) | Höchstplatzierung, Gesamtwochen/‑monate, AuszeichnungChartplatzierungen (Jahr, Titel, Musiklabel Katalog-Nr., Platzierungen, Wochen/Monate, Auszeichnungen, Anmerkungen) | Höchstplatzierung, Gesamtwochen/‑monate, AuszeichnungChartplatzierungen (Jahr, Titel, Musiklabel Katalog-Nr., Platzierungen, Wochen/Monate, Auszeichnungen, Anmerkungen) | Höchstplatzierung, Gesamtwochen/‑monate, AuszeichnungChartplatzierungen (Jahr, Titel, Musiklabel Katalog-Nr., Platzierungen, Wochen/Monate, Auszeichnungen, Anmerkungen) | Höchstplatzierung, Gesamtwochen/‑monate, AuszeichnungChartplatzierungen (Jahr, Titel, Musiklabel Katalog-Nr., Platzierungen, Wochen/Monate, Auszeichnungen, Anmerkungen) | Anmerkungen                                                  |
| Jahr | Titel Musiklabel Katalog-Nr.                               | DE | AT | CH | UK | US | Anmerkungen                                                  |
| ---- | ---------------------------------------------------------- | --- | --- | --- | --- | --- | ------------------------------------------------------------ |
| 1982 | The Concert in Central Park Warner Bros. Records 2BSK 3654 | DE3 Gold · (… Wo.)DE | AT5 Platin · (7½ Mt.)AT | CH— ×2DoppelplatinCH | UK6 Gold · (43 Wo.)UK | US6 ×2Doppelplatin · (34 Wo.)US | Erstveröffentlichung: 16. Februar 1982 Verkäufe: + 3.710.000 |
| 2002 | Live from New York City, 1967 Columbia Records CK 61513    | — | — | CH92 (1 Wo.)CH | — | US165 (1 Wo.)US | Erstveröffentlichung: 16. Juli 2002                          |
| 2004 | Old Friends: Live on Stage Columbia Records 519173 2       | DE35 Gold · (8 Wo.)DE | AT41 (6 Wo.)AT | — | UK61 Gold · (4 Wo.)UK | US154 Gold · (2 Wo.)US | Erstveröffentlichung: 7. Dezember 2004 Verkäufe: + 135.000   |
| 2008 | Live 1969 Columbia Records 82796 92582 2                   | — | — | — | — | US33 (5 Wo.)US | Erstveröffentlichung: 25. März 2008                          |

grau schraffiert: keine Chartdaten aus diesem Jahr verfügbar

### Kompilationen
| Jahr | Titel Musiklabel                                                         | Höchstplatzierung, Gesamtwochen/‑monate, AuszeichnungChartplatzierungen (Jahr, Titel, Musiklabel, Platzierungen, Wochen/Monate, Auszeichnungen, Anmerkungen) | Höchstplatzierung, Gesamtwochen/‑monate, AuszeichnungChartplatzierungen (Jahr, Titel, Musiklabel, Platzierungen, Wochen/Monate, Auszeichnungen, Anmerkungen) | Höchstplatzierung, Gesamtwochen/‑monate, AuszeichnungChartplatzierungen (Jahr, Titel, Musiklabel, Platzierungen, Wochen/Monate, Auszeichnungen, Anmerkungen) | Höchstplatzierung, Gesamtwochen/‑monate, AuszeichnungChartplatzierungen (Jahr, Titel, Musiklabel, Platzierungen, Wochen/Monate, Auszeichnungen, Anmerkungen) | Höchstplatzierung, Gesamtwochen/‑monate, AuszeichnungChartplatzierungen (Jahr, Titel, Musiklabel, Platzierungen, Wochen/Monate, Auszeichnungen, Anmerkungen) | Anmerkungen                                                                                           |
| Jahr | Titel Musiklabel                                                         | DE | AT | CH | UK | US | Anmerkungen                                                                                           |
| ---- | ------------------------------------------------------------------------ | --- | --- | --- | --- | --- | --- |
| 1972 | Simon and Garfunkel’s Greatest Hits Columbia Records                     | DE6 ×3Dreifachplatin · (255 Wo.)DE | — | CH49 ×4Vierfachplatin · (9 Wo.)CH | UK2 ×4Vierfachplatin · (354 Wo.)UK | US5 ×4Diamant + Vierfachplatin · (… Wo.)US | Erstveröffentlichung: 14. Juni 1972 Verkäufe: + 18.560.592; in der Schweiz erst ab 2014 in den Charts |
| 1981 | The Simon and Garfunkel Collection Columbia Records                      | DE2 Gold · (16 Wo.)DE | AT8 (1½ Mt.)AT | CH— ×2DoppelplatinCH | UK4 ×3Dreifachplatin · (79 Wo.)UK | — | Erstveröffentlichung: 1981 Verkäufe: + 2.443.327                                                      |
| 1991 | The Definitive Simon & Garfunkel Columbia Records                        | DE12 Gold · (40 Wo.)DE | AT43 (9 Wo.)AT | CH— GoldCH | UK8 Platin · (73 Wo.)UK | — | Erstveröffentlichung: November 1991 Verkäufe: + 2.354.600                                             |
| 1999 | The Best of Simon and Garfunkel Columbia Records                         | — | — | — | UK— SilberUK | US43 Platin · (16 Wo.)US | Erstveröffentlichung: 16. November 1999 Verkäufe: + 1.160.000; Charteinstieg US: 2010                 |
| 2000 | Tales from New York: The Very Best of Simon & Garfunkel Columbia Records | — | — | — | UK8 Gold · (15 Wo.)UK | — | Erstveröffentlichung: 28. März 2000 Verkäufe: + 285.000                                               |
| 2003 | The Essential Columbia Records                                           | DE24 Gold · (9 Wo.)DE | AT23 (14 Wo.)AT | CH34 (9 Wo.)CH | UK25 Platin · (29 Wo.)UK | US27 Platin · (11 Wo.)US | Erstveröffentlichung: 14. Oktober 2003 Verkäufe: + 1.672.330                                          |
| 2011 | All Time Best – Reclam Musik Edition Columbia Records                    | — | — | CH59 (1 Wo.)CH | — | — | Erstveröffentlichung: 25. März 2011                                                                   |
| 2016 | Playlist – The Very Best of Simon & Garfunkel Columbia Records           | — | — | — | — | US159 (9 Wo.)US | Erstveröffentlichung: 22. Januar 2016                                                                 |

grau schraffiert: keine Chartdaten aus diesem Jahr verfügbar

### Soundtracks
| Jahr | Titel Musiklabel Katalog-Nr.          | Höchstplatzierung, Gesamtwochen, AuszeichnungChartplatzierungen (Jahr, Titel, Musiklabel Katalog-Nr., Platzierungen, Wochen, Auszeichnungen, Anmerkungen) | Höchstplatzierung, Gesamtwochen, AuszeichnungChartplatzierungen (Jahr, Titel, Musiklabel Katalog-Nr., Platzierungen, Wochen, Auszeichnungen, Anmerkungen) | Höchstplatzierung, Gesamtwochen, AuszeichnungChartplatzierungen (Jahr, Titel, Musiklabel Katalog-Nr., Platzierungen, Wochen, Auszeichnungen, Anmerkungen) | Höchstplatzierung, Gesamtwochen, AuszeichnungChartplatzierungen (Jahr, Titel, Musiklabel Katalog-Nr., Platzierungen, Wochen, Auszeichnungen, Anmerkungen) | Höchstplatzierung, Gesamtwochen, AuszeichnungChartplatzierungen (Jahr, Titel, Musiklabel Katalog-Nr., Platzierungen, Wochen, Auszeichnungen, Anmerkungen) | Anmerkungen                                                 |
| Jahr | Titel Musiklabel Katalog-Nr.          | DE | AT | CH | UK | US | Anmerkungen                                                 |
| ---- | ------------------------------------- | --- | --- | --- | --- | --- | ----------------------------------------------------------- |
| 1968 | The Graduate Columbia Records OS 3180 | — | — | — | UK3 Silber · (68 Wo.)UK | US1 ×2Doppelplatin · (69 Wo.)US | Erstveröffentlichung: 21. Januar 1968 Verkäufe: + 2.260.000 |

grau schraffiert: keine Chartdaten aus diesem Jahr verfügbar

### EPs
| Jahr | Titel Album                           | Höchstplatzierung, Gesamtwochen, AuszeichnungChartplatzierungen (Jahr, Titel, Album, Platzierungen, Wochen, Auszeichnungen, Anmerkungen) | Höchstplatzierung, Gesamtwochen, AuszeichnungChartplatzierungen (Jahr, Titel, Album, Platzierungen, Wochen, Auszeichnungen, Anmerkungen) | Höchstplatzierung, Gesamtwochen, AuszeichnungChartplatzierungen (Jahr, Titel, Album, Platzierungen, Wochen, Auszeichnungen, Anmerkungen) | Höchstplatzierung, Gesamtwochen, AuszeichnungChartplatzierungen (Jahr, Titel, Album, Platzierungen, Wochen, Auszeichnungen, Anmerkungen) | Höchstplatzierung, Gesamtwochen, AuszeichnungChartplatzierungen (Jahr, Titel, Album, Platzierungen, Wochen, Auszeichnungen, Anmerkungen) | Anmerkungen |
| Jahr | Titel Album                           | DE | AT | CH | UK | US | Anmerkungen |
| ---- | ------------------------------------- | --- | --- | --- | --- | --- | ----------- |
| 1969 | Mrs. Robinson Bookends / The Graduate | — | — | — | UK9 (5 Wo.)UK | — |             |

## Singles
| Jahr                  | Titel Album                                                                   | Höchstplatzierung, Gesamtwochen/‑monate, AuszeichnungChartplatzierungen (Jahr, Titel, Album, Platzierungen, Wochen/Monate, Auszeichnungen, Anmerkungen) | Höchstplatzierung, Gesamtwochen/‑monate, AuszeichnungChartplatzierungen (Jahr, Titel, Album, Platzierungen, Wochen/Monate, Auszeichnungen, Anmerkungen) | Höchstplatzierung, Gesamtwochen/‑monate, AuszeichnungChartplatzierungen (Jahr, Titel, Album, Platzierungen, Wochen/Monate, Auszeichnungen, Anmerkungen) | Höchstplatzierung, Gesamtwochen/‑monate, AuszeichnungChartplatzierungen (Jahr, Titel, Album, Platzierungen, Wochen/Monate, Auszeichnungen, Anmerkungen) | Höchstplatzierung, Gesamtwochen/‑monate, AuszeichnungChartplatzierungen (Jahr, Titel, Album, Platzierungen, Wochen/Monate, Auszeichnungen, Anmerkungen) | Anmerkungen                                                                                              |
| Jahr                  | Titel Album                                                                   | DE | AT | CH | UK | US | Anmerkungen                                                                                              |
| --------------------- | ----------------------------------------------------------------------------- | --- | --- | --- | --- | --- | --- |
| als Tom & Jerry       |                                                                               | | | | | | |
|                       |                                                                               | | | | | | |
| 1957                  | Hey, Schoolgirl –                                                             | — | — | — | — | US49 (9 Wo.)US | Erstveröffentlichung: 25. November 1957 B-Seite: Dancin’ Wild                                            |
| 1958                  | Our Song –                                                                    | — | — | — | — | — | Erstveröffentlichung: 10. März 1958 B-Seite: Two Teen Agers                                              |
| 1958                  | That’s My Story –                                                             | — | — | — | — | — | Erstveröffentlichung: 26. Mai 1958 a B-Seite: (Pretty Baby) Don’t Say Goodbye                            |
| 1959                  | Baby Talk –                                                                   | — | — | — | — | — | Erstveröffentlichung: 1959 B-Seite: I’m Gonna Get Married                                                |
| 1961                  | The French Twist –                                                            | — | — | — | — | — | Erstveröffentlichung: 1961 B-Seite: I’ll Drown in My Tears                                               |
| 1962                  | Surrender, Please Surrender –                                                 | — | — | — | — | — | Erstveröffentlichung: 6. Oktober 1962 B-Seite: Fightin’ Mad                                              |
| 1963                  | I’m Lonesome –                                                                | — | — | — | — | — | Erstveröffentlichung: Juli 1963 B-Seite: Looking at You                                                  |
| als Simon & Garfunkel |                                                                               | | | | | | |
|                       |                                                                               | | | | | | |
| 1965                  | The Sound of Silence Sounds of Silence                                        | DE9 Gold · (1½ Mt.)DE | AT3 (2 Mt.)AT | CH94 (1 Wo.)CH | UK— Platin (Sony) + Silber (Columbia)UK | US1 Gold · (14 Wo.)US | Erstveröffentlichung: 13. September 1965 Charteinstieg CH: 2009 B-Seite: We’ve Got a Groovey Thing Goin’ |
| 1966                  | Homeward Bound Parsley, Sage, Rosemary and Thyme                              | — | — | — | UK9 Silber · (22 Wo.)UK | US9 (12 Wo.)US | Erstveröffentlichung: 19. Januar 1966 B-Seite: Leaves That Are Green                                     |
| 1966                  | I Am a Rock b Sounds of Silence                                               | DE35 (½ Mt.)DE | — | — | UK17 (10 Wo.)UK | US3 (11 Wo.)US | Erstveröffentlichung: 15. April 1966 B-Seite: Flowers Never Bend with the Rainfall                       |
| 1966                  | The Dangling Conversation Parsley, Sage, Rosemary and Thyme                   | — | — | — | — | US25 (7 Wo.)US | Erstveröffentlichung: 18. Juli 1966 B-Seite: The Big Bright Green Pleasure Machine                       |
| 1966                  | A Hazy Shade of Winter Bookends                                               | — | — | — | — | US13 (9 Wo.)US | Erstveröffentlichung: Oktober 1966 B-Seite: For Emily, Whenever I May Find Her                           |
| 1967                  | At the Zoo Bookends                                                           | — | — | — | — | US16 (9 Wo.)US | Erstveröffentlichung: 27. Februar 1967 B-Seite: The 59th Street Bridge Song (Feeling Groovy)             |
| 1967                  | Fakin’ It Bookends                                                            | — | — | — | — | US23 (8 Wo.)US | Erstveröffentlichung: 7. Juli 1967 B-Seite: You Don’t Know Where Your Interest Lies                      |
| 1968                  | Scarborough Fair/Canticle Parsley, Sage, Rosemary and Thyme                   | — | — | — | — | US11 (11 Wo.)US | Erstveröffentlichung: 13. Februar 1968 B-Seite: April, Come She Will                                     |
| 1968                  | Mrs. Robinson Bookends / The Graduate                                         | DE39 Gold · (1 Wo.)DE | — | CH6 (9 Wo.)CH | UK4 Platin · (12 Wo.)UK | US1 Gold · (13 Wo.)US | Erstveröffentlichung: 5. April 1968 B-Seite: Old Friends/Bookends                                        |
| 1969                  | The Boxer Bridge over Troubled Water                                          | DE19 (5 Wo.)DE | AT9 (4 Mt.)AT | — | UK6 Platin · (14 Wo.)UK | US7 (10 Wo.)US | Erstveröffentlichung: 21. März 1969 B-Seite: Baby Driver                                                 |
| 1970                  | Bridge over Troubled Water                                                    | DE3 (9 Wo.)DE | AT4 (4 Mt.)AT | CH5 (9 Wo.)CH | UK1 Platin · (20 Wo.)UK | US1 Gold · (14 Wo.)US | Erstveröffentlichung: 20. Januar 1970 B-Seite: Keep the Customer Satisfied                               |
| 1970                  | Cecilia Bridge over Troubled Water                                            | DE2 (10 Wo.)DE | AT6 (4 Mt.)AT | CH3 (14 Wo.)CH | UK— PlatinUK | US4 Gold · (13 Wo.)US | Erstveröffentlichung: 24. März 1970 · B-Seite: The Only Living Boy in New York: UK: Silber               |
| 1970                  | El Condor Pasa (If I Could) Bridge over Troubled Water                        | DE1 Gold · (15 Wo.)DE | AT1 (5½ Mt.)AT | CH1 (19 Wo.)CH | UK— SilberUK | US18 (11 Wo.)US | Erstveröffentlichung: April 1970 B-Seite: Why Don’t You Write Me                                         |
| 1972                  | For Emily, Whenever I May Find Her (live) Simon and Garfunkel’s Greatest Hits | — | — | — | — | US53 (7 Wo.)US | Erstveröffentlichung: 10. August 1972                                                                    |
| 1972                  | America Bookends                                                              | — | — | — | UK25 (7 Wo.)UK | US97 (2 Wo.)US | |
| 1975                  | My Little Town Still Crazy After All These Years / Breakaway c                | — | — | — | — | US9 (14 Wo.)US | Erstveröffentlichung: 7. Oktober 1975 B-Seite: Rag Doll (Art Garfunkel) / You’re Kind (Paul Simon) c     |
| 1982                  | Wake Up Little Susie (live) The Concert in Central Park                       | — | — | — | — | US27 (11 Wo.)US | Erstveröffentlichung: März 1982 B-Seite: Me and Julio Down by the Schoolyard (live)                      |
| 1991                  | A Hazy Shade of Winter / Silent Night The Definitive Simon & Garfunkel        | — | — | — | UK30 (6 Wo.)UK | — | |
| 1992                  | The Boxer The Definitive Simon & Garfunkel                                    | — | — | — | UK75 (1 Wo.)UK | — | Wiederveröffentlichung von 1992                                                                          |

grau schraffiert: keine Chartdaten aus diesem Jahr verfügbar

## Videoalben
| Jahr | Titel                       | Höchstplatzierung, Gesamtwochen, AuszeichnungChartplatzierungen (Jahr, Titel, Platzierungen, Wochen, Auszeichnungen, Anmerkungen) | Höchstplatzierung, Gesamtwochen, AuszeichnungChartplatzierungen (Jahr, Titel, Platzierungen, Wochen, Auszeichnungen, Anmerkungen) | Höchstplatzierung, Gesamtwochen, AuszeichnungChartplatzierungen (Jahr, Titel, Platzierungen, Wochen, Auszeichnungen, Anmerkungen) | Höchstplatzierung, Gesamtwochen, AuszeichnungChartplatzierungen (Jahr, Titel, Platzierungen, Wochen, Auszeichnungen, Anmerkungen) | Höchstplatzierung, Gesamtwochen, AuszeichnungChartplatzierungen (Jahr, Titel, Platzierungen, Wochen, Auszeichnungen, Anmerkungen) | Anmerkungen                             |
| Jahr | Titel                       | DE | AT | CH | UK | US | Anmerkungen                             |
| ---- | --------------------------- | --- | --- | --- | --- | --- | --------------------------------------- |
| 1982 | The Concert in Central Park | DE— PlatinDE | — | — | UK1 Platin · (… Wo.)UK | US— GoldUS | Erstveröffentlichung: 1982              |
| 2004 | Old Friends: Live on Stage  | DE— GoldDE | — | — | — | US— GoldUS | Erstveröffentlichung: 30. November 2004 |

grau schraffiert: keine Chartdaten aus diesem Jahr verfügbar

## Boxsets
| Jahr | Titel                                      | Höchstplatzierung, Gesamtwochen, AuszeichnungChartplatzierungen (Jahr, Titel, Platzierungen, Wochen, Auszeichnungen, Anmerkungen) | Höchstplatzierung, Gesamtwochen, AuszeichnungChartplatzierungen (Jahr, Titel, Platzierungen, Wochen, Auszeichnungen, Anmerkungen) | Höchstplatzierung, Gesamtwochen, AuszeichnungChartplatzierungen (Jahr, Titel, Platzierungen, Wochen, Auszeichnungen, Anmerkungen) | Höchstplatzierung, Gesamtwochen, AuszeichnungChartplatzierungen (Jahr, Titel, Platzierungen, Wochen, Auszeichnungen, Anmerkungen) | Höchstplatzierung, Gesamtwochen, AuszeichnungChartplatzierungen (Jahr, Titel, Platzierungen, Wochen, Auszeichnungen, Anmerkungen) | Anmerkungen |
| Jahr | Titel                                      | DE | AT | CH | UK | US | Anmerkungen |
| ---- | ------------------------------------------ | --- | --- | --- | --- | --- | --- |
| 1981 | Simon & Garfunkel: Collected Works         | — | — | — | — | US— PlatinUS | Erstveröffentlichung: 1981 Verkäufe: + 1.000.000; fünf LPs mit den Original-Studioalben; 1990 neu veröffentlicht auf drei CDs |
| 1997 | Old Friends                                | — | — | — | UK— GoldUK | US— GoldUS | Erstveröffentlichung: 4. November 1997 Verkäufe: + 600.000; drei CDs, hauptsächlich mit Aufnahmen der Original-Studioalben, außerdem einzelne bisher unveröffentlichtes Material, Demo-Aufnahmen und das Lied My Little Town von 1975 |
| 2001 | The Columbia Studio Recordings (1964–1970) | — | — | — | — | — | Erstveröffentlichung: 2001 fünf CDs mit den Original-Studioalben, jeweils mit zusätzlichen Outtakes oder Demo-Versionen |
| 2007 | Simon & Garfunkel: The Collection          | — | AT41 (2 Wo.)AT | — | UK29 Gold · (18 Wo.)UK | — | Erstveröffentlichung: 2007 Verkäufe: + 100.000; fünf CDs mit den Original-Studioalben und eine DVD mit dem Concert in Central Park |

grau schraffiert: keine Chartdaten aus diesem Jahr verfügbar

## Statistik

### Chartauswertung
|                     | DE    | AT    | CH    | UK     | US     |
| ------------------- | ----- | ----- | ----- | ------ | ------ |
| Nummer-eins-Alben   | DE1DE | AT1AT | CH—CH | UK2UK  | US3US  |
| Top-10-Alben        | DE4DE | AT3AT | CH—CH | UK8UK  | US6US  |
| Alben in den Charts | DE8DE | AT7AT | CH4CH | UK14UK | US14US |

|                       | DE    | AT    | CH    | UK    | US     |
| --------------------- | ----- | ----- | ----- | ----- | ------ |
| Nummer-eins-Singles   | DE1DE | AT1AT | CH1CH | UK1UK | US3US  |
| Top-10-Singles        | DE4DE | AT5AT | CH4CH | UK5UK | US8US  |
| Singles in den Charts | DE7DE | AT5AT | CH5CH | UK9UK | US18US |

|                          | DE    | AT    | CH    | UK    | US    |
| ------------------------ | ----- | ----- | ----- | ----- | ----- |
| Nummer-eins-Videoalben   | DE—DE | AT—AT | CH—CH | UK1UK | US—US |
| Top-10-Videoalben        | DE—DE | AT—AT | CH—CH | UK1UK | US—US |
| Videoalben in den Charts | DE—DE | AT—AT | CH—CH | UK1UK | US—US |

### Auszeichnungen für Musikverkäufe
| Land/RegionAuszeichnungen für Musikverkäufe (Land/Region, Auszeichnungen, Verkäufe, Quellen) | Silber       | Gold       | Platin         | Diamant     | Verkäufe   | Quellen                           |
| -------------------------------------------------------------------------------------------- | ------------ | ---------- | -------------- | ----------- | ---------- | --------------------------------- |
| Australien (ARIA)                                                                            | —            | 9× Gold9   | 19× Platin19   | —           | 815.000    | aria.com.au                       |
| Belgien (BRMA)                                                                               | —            | Gold1      | Platin1        | —           | 75.000     | ultratop.be                       |
| Dänemark (IFPI)                                                                              | —            | 3× Gold3   | Platin1        | —           | 185.000    | ifpi.dk                           |
| Deutschland (BVMI)                                                                           | —            | 8× Gold8   | 5× Platin5     | —           | 3.925.000  | musikindustrie.de Einzelnachweise |
| Europa (IFPI)                                                                                | —            | Gold1      | —              | —           | (500.000)  | Einzelnachweise                   |
| Finnland (IFPI)                                                                              | —            | 4× Gold4   | Platin1        | —           | 163.349    | ifpi.fi                           |
| Frankreich (SNEP)                                                                            | —            | Gold1      | 4× Platin4     | 3× Diamant3 | 4.020.000  | infodisc.fr snepmusique.com       |
| Griechenland (IFPI)                                                                          | —            | Gold1      | —              | —           | 50.000     | Einzelnachweise                   |
| Hongkong (IFPI/HKRIA)                                                                        | —            | —          | Platin1        | —           | 20.000     | ifpihk.org                        |
| Italien (FIMI)                                                                               | —            | Gold1      | 3× Platin3     | —           | 225.000    | fimi.it                           |
| Japan (RIAJ)                                                                                 | —            | Gold1      | 4× Platin4     | —           | 700.000    | riaj.or.jp                        |
| Kanada (MC)                                                                                  | —            | 2× Gold2   | 13× Platin13   | —           | 1.325.000  | musiccanada.com                   |
| Neuseeland (RMNZ)                                                                            | —            | 2× Gold2   | 28× Platin28   | —           | 530.000    | radioscope.co.nz NZ2 NZ3          |
| Niederlande (NVPI)                                                                           | —            | 2× Gold2   | 2× Platin2     | —           | 300.000    | nvpi.nl                           |
| Norwegen (IFPI)                                                                              | —            | —          | 3× Platin3     | —           | 140.000    | ifpi.no                           |
| Österreich (IFPI)                                                                            | —            | —          | 2× Platin2     | —           | 100.000    | ifpi.at                           |
| Portugal (AFP)                                                                               | —            | Gold1      | 5× Platin5     | —           | 102.000    | Einzelnachweise                   |
| Schweden (IFPI)                                                                              | —            | 2× Gold2   | Platin1        | —           | 150.000    | sverigetopplistan.se              |
| Schweiz (IFPI)                                                                               | —            | 2× Gold2   | 9× Platin9     | —           | 500.000    | hitparade.ch                      |
| Spanien (Promusicae)                                                                         | —            | 3× Gold3   | 2× Platin2     | —           | 210.000    | elportaldemusica.es               |
| Vereinigte Staaten (RIAA)                                                                    | —            | 7× Gold7   | 28× Platin28   | Diamant1    | 42.600.000 | riaa.com                          |
| Vereinigtes Königreich (BPI)                                                                 | 10× Silber10 | 6× Gold6   | 26× Platin26   | —           | 10.950.000 | bpi.co.uk                         |
| Insgesamt                                                                                    | 10× Silber10 | 57× Gold57 | 158× Platin158 | 4× Diamant4 |            |                                   |